# Kada Boutarène
Kada Boutarène, né à El Bayadh, est un homme politique et écrivain algérien, né le 19 juin 1906 à El Bayadh (à l'époque : Géryville) en Algérie et mort le 1er juillet 1996 à Alger.

## Biographie
Dès la fin de la Seconde Guerre mondiale, il milita au sein de l'Union démocratique du manifeste algérien (UDMA) dont il devint secrétaire avec Kaïd Ahmed au côté de Ferhat Abbas.
Lors des élections de l’Assemblée algérienne les 4 et 11 avril 1948, Kada Boutarène a été élu au deuxième collège musulman dans les rangs de l'UDMA parmi 7 élus où figuraient Ferhat Abbas, Dr Abdesselam Benkhellil, Ahmed Francis, Abdelbaki Benkara, Ali Cadi et Youssef Benabid.
Dans les années 1950, il fait partie des militants nationalistes reconnus,.

## Études
Kada Boutarène suit des études élémentaires à l'école de Géryville durant la Première Guerre mondiale : il décrit cette époque de sa vie dans son livre Kaddour. Il suit le cours complémentaire à Mascara puis intègre l'école normale d'instituteurs de Bouzareah.

## Ouvrages
Kada Boutarène a publié en 1982 un livre de 280 pages portant le titre Kaddour: un enfant algérien, témoin des débuts du siècle, édité par la Société Nationale d'Édition et de Distribution (SNED) à Alger. Ce livre a influencé d'autres auteurs algériens, notamment Abderrahmane Zakad. Il a ensuite publié en 1986 un livre de 239 pages portant le titre Kaddour (2): un adolescent algérien à la veille du centenaire de l'occupation coloniale, édité par l'Entreprise Nationale du Livre (ENAL) à Alger.
Il a ensuite publié en 1986 un livre de 255 pages portant le titre Dlela et Si Azzouz : la veuve et le frère du Bach Agha, édité par l'Entreprise Nationale du Livre (ENAL) à Alger. Il a ensuite publié en 1990 un livre de 231 pages portant le titre Kaddour (3): De Brezina au Palais Bourbon, itinéraire d'un militant, édité par l'Entreprise Nationale du Livre (ENAL) à Alger.
Il a aussi publié en 1982 un livre de 328 pages portant le titre Proverbes et dictons populaires algériens, plusieurs fois réédité par l'Office des Publications Universitaires (OPU) à Alger.

## Fonctions
Ses principales fonctions occupées sont :
1. Wali de Tiaret: (1962-).
2. Wali de Chlef: (-1964).

## Distinctions
Kada Boutarène fait partie des neuf personnalités culturelles ayant été décorées de l'ordre du Mérite national algérien entre 1999 et 2015 : il reçoit cette décoration le 4 juillet 1999 à titre posthume. Il a également reçu l'ordre du mérite des Arts et des Lettres.
- Ahid de l'ordre du Mérite national d'Algérie.